# Single Collection (La'cryma Christiのアルバム)
『Single Collection』（シングル コレクション）は、La'cryma Christiの1枚目のベスト・アルバム。規格品番：POCH-1995。

## 解説
メジャー・デビュー・シングル「Ivory trees」から「Without you」までの7枚のシングルのカップリング曲を含む14曲と本作発売時の最新作「永遠」をリマスタリングを施して収録。
ディスクジャケットはショーケースに並んだ紙パックの飲料水が5本並んでいる。
初回限定ポストカード付ジャケット。初回応募抽選特典キャンペーン（抽選で1,000名に「La'cryma Christiデジタルカード」応募要項を封入。

## 収録曲
特記以外全曲　作詞：TAKA　作曲：HIRO
1. Ivory trees
  - 編曲：La'cryma Christi・奈良部匠平
2. 偏西風
  - 編曲：La'cryma Christi・奈良俊博
  - 「Remix version」で収録されている。
3. THE SCENT
  - 編曲：La'cryma Christi
4. eternal colors
  - 編曲：La'cryma Christi
5. 南国
  - 作詞:TAKA,SHUSE　作曲:SHUSE
  - 編曲：La'cryma Christi
6. morning whisper
  - 作曲：HIRO,SHUSE
  - 編曲：La'cryma Christi
  - 歌詞は実話である[要出典]。
7. With-you
  - 作曲：TAKA
  - 編曲：La'cryma Christi・奈良部匠平
8. Egos and Lies
  - 作曲：SHUSE
  - 編曲：La'cryma Christi・奈良部匠平
9. 未来航路
  - 作曲：KOJI
  - 編曲：La'cryma Christi
10. Siam's Eye
  - 作曲：KOJI
  - 編曲：La'cryma Christi
  - 尺が短く収まっており、初発表時に比べ、ポップスの要素が色濃くなっている[要出典]。
  - 歌詞のテーマは「ローマの休日」。
11. IN FOREST
  - 編曲：La'cryma Christi・岡野ハジメ
12. Lhasa(unplugged)
  - 編曲：La'cryma Christi・岡野ハジメ
  - 演奏に胡弓を使用している。
13. Without you
  - 作曲：KOJI
  - 編曲：La'cryma Christi・岡野ハジメ
14. I Love You
  - 作曲：SHUSE
  - 編曲：SHUSE・柿崎洋一郎
15. 永遠
  - 作曲：KOJI
  - 編曲：La'cryma Christi・岡野ハジメ